# Fremington

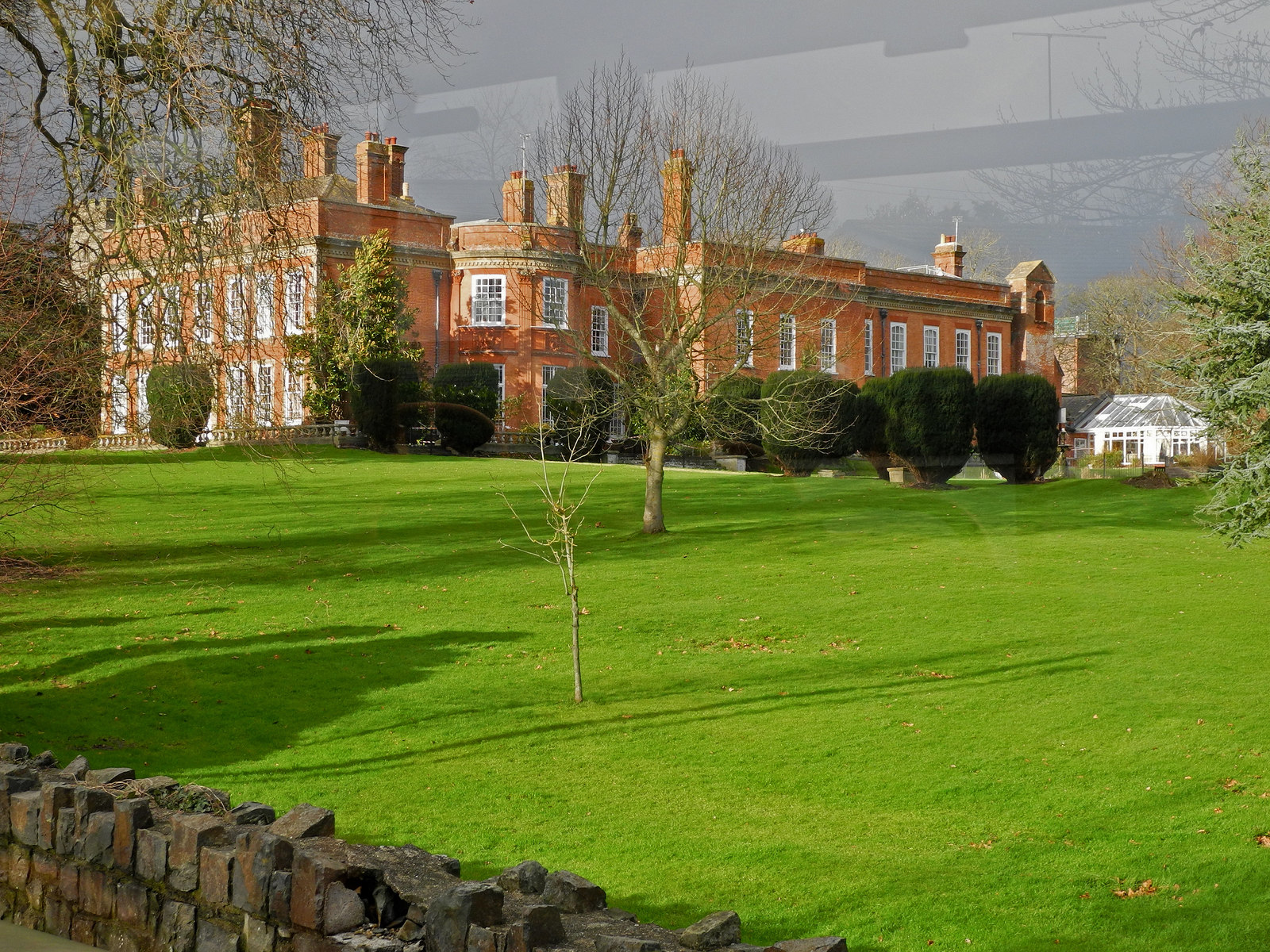
Il maniero di Fremington o Fremington House

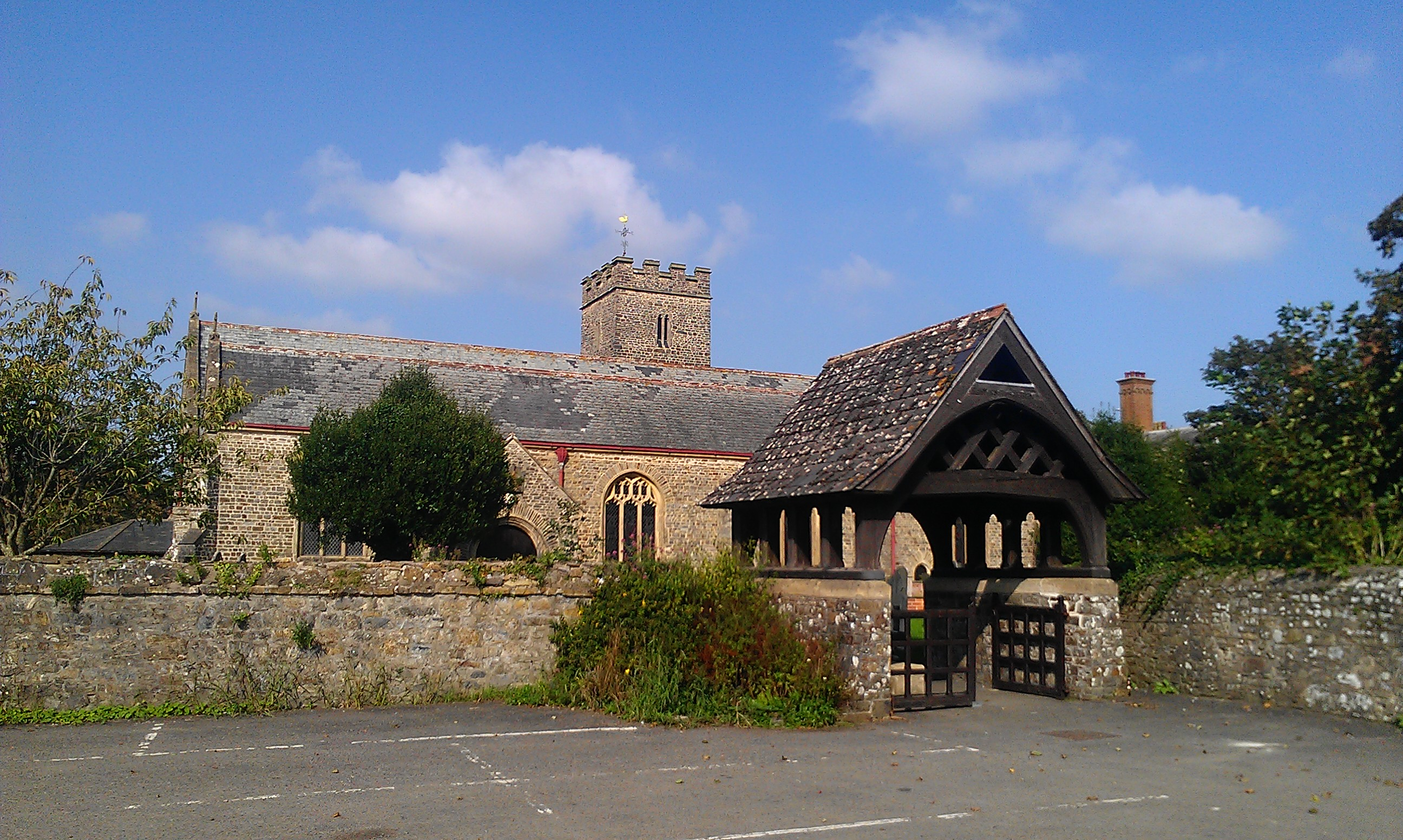
Fremington: la chiesa di San Pietro

Fremington è un villaggio con status di parrocchia civile della contea inglese del Devon (Inghilterra sud-occidentale), facente parte del distretto del North Devon e situato lungo l'estuario sul canale di Bristol (oceano Atlantico) del fiume Taw.  Il villaggio di Fremington conta una popolazione di circa 5 000 abitanti, mentre l'intera parrocchia civile conta una popolazione di circa 12 000 abitanti.

## Geografia fisica
Fremington si trova lungo la sponda meridionale dell'estuario del fiume Taw, tra le località di Barnstaple e Appledore (rispettivamente a ovest della prima e a est/nord-est della seconda). Da Barnstaple dista circa 3 km.
Il solo villaggio occupa un territorio pari a 1,578 km², mentre l'intera parrocchia civile occupa un territorio di 17,16 km².

## Monumenti e luoghi d'interesse

### Architetture religiose

#### Chiesa di San Pietro
Principale edificio religioso di Fremington è la chiesa di San Pietro, che presenta un campanile del XIII secolo, una navata del XV secolo e che è stata ulteriormente modificata nel 1813 e in gran parte ricostruita tra il 1867 e il 1868 su progetto dell'architetto G. G. Scott.

### Architetture civili

#### Maniero di Fremington
Altro edificio d'interesse è il maniero di Fremington o Fremington House, una residenza progettata nel 1881 da E. Newton.

### Altro

#### Memoriale di guerra
Nei pressi della chiesa di San Pietro, si trova inoltre un monumento in memoria dei caduti della prima e della seconda guerra mondiale.

## Società

### Evoluzione demografica

#### Villaggio
Nel 2019, la popolazione del villaggio di Fremington era stimata in 4 936 unità, in maggioranza (2604) di sesso femminile.
La popolazione al di sotto dei 18 anni era stimata in 932 unità (di cui 532 erano i bambini al di sotto dei 10 anni), mentre la popolazione dai 65 anni in su era stimata in 1 654 unità (di cui 544 erano le persone dagli 80 anni in su).
La località ha conosciuto un incremento demografico rispetto al 2011 e al 2001, quando la popolazione censita era pari rispettivamente a 4310 e 3 923 unità.

#### Parrocchia civile
Nel 2019, la popolazione della parrocchia civile di Fremington era stimata in 11 829 unità, in maggioranza (6201) di sesso femminile.
La popolazione al di sotto dei 18 anni era stimata in 2 395 unità (di cui 1395 erano i bambini al di sotto dei 10 anni), mentre la popolazione dai 65 anni in su era stimata in 3 282 unità (di cui 955 erano le persone dagli 80 anni in su).
Come il singolo villaggio, anche l'intera parrocchia civile di Fremington ha conosciuto un incremento demografico rispetto al 2011 e al 2001, quando la popolazione censita era pari rispettivamente a 10529 e 9 744 unità.

## Geografia antropica

### Suddivisioni amministrative
Villaggi della parrocchia civile di Fremington
- Fremington
- Bickleton
- Yelland